# دژ یام
دژ یام (به روسی: Ям) که با نام‌های یاما و یامگورود نیز شناخته می‌شود، یک قلعه و یادمان باستانی است که در کرانهٔ شرقی رودخانهٔ لوگا در کینگیسپ، استان لنینگراد روسیه واقع شده است.
این قلعه در سال ۱۳۸۴ میلادی توسط ایوان فئودوروویچ، بویاری از جمهوری نووگورود، برای محافظت از مرزهای غربی جمهوری ساخته شد. به لطف این دژ، یام از قرن ۱۴ تا ۱۵ تسخیر نشده باقی ماند. این قلعه پس از ادغام جمهوری نووگورود در دوک‌نشین بزرگ مسکو به طور کامل بازسازی شد. پس از ساخت قلعهٔ ایوانگورود، دژ یام اهمیت نظامی خود را از دست داد.
بین سال‌های پایانی قرن شانزدهم و آغاز قرن هفدهم، دژ یام دو بار توسط ارتش سوئد تسخیر شد و این قلعه در سال ۱۶۱۲ توسط معاهدهٔ استولبوو به سوئد اعطا گردید. روس‌ها در سال ۱۶۵۸ به قلعه یورش بردند و بیشترِ آن را تصرف کردند، با این حال پادگان سوئدی در دتینتس باقی ماند. پس از آن، ارتش سوئد بیشتر قلعه (به جز دتینتس) را تخریب کرد تا دوباره آن را بسازد. ساخت یک دژ جدید از نوع سنگر آغاز شد اما هرگز به پایان نرسید. در سال ۱۷۰۳ این قلعه توسط روس‌ها بازپس گرفته شد. ساخت یام توسط تزار روسیه پتر کبیر تکمیل شد. با این حال، از آنجایی که مرز روسیه بیشتر به سمت غرب گسترش یافت، یام از کار افتاد. بقایای دتینتس به دستور کاترین کبیر در سال ۱۷۸۱ تخریب شد و سنگرها رها شدند. در قرن نوزدهم، منطقهٔ اطراف قلعه به یک پارک شهری تبدیل شد.

## تاریخ

### دورهٔ جمهوری نووگورود
بنا بر تواریخ، دژ یام در سال ۱۳۸۴ میلادی در محل تقاطع رودخانهٔ لوگا بنا شد. این دژ در ۳۳ روز ساخته شد و به نظر می‌سد ساخت آن برای نووگورود بسیار مهم بوده باشد. یک وقایع‌نگار می‌گوید که «همهٔ اشراف نووگورود» در این روند شرکت کردند و پنج voivods kochansky (رؤسای مناطق) ساخت و ساز را رهبری کردند. ایوان فئودوروویچ، مسئول و اوسیپ زاخارویچ، یوری اونتسیفورویچ، فئودور تیموفیف، استپان بوریسوف و سایر «بویارها و فیلیستین» به او کمک کردند. این قلعه در سمت راست (شرق) گذرگاه رودخانهٔ لوگا که همچنین محل تلاقی مسیرهای زمینی و آبی از نووگورود به اروپا بود، ساخته شد. علاوه بر این، یام از طریق جاده با کوپوری مرتبط بود که امکان جابجایی نیروهای ذخیره را فراهم می کرد. در همان زمان، برخی از شهروندان نووگورود برای اسکان در قلعه با شرایط ترجیحی منتقل شدند و دهقانان روسی در مناطق اطراف آن ساکن شدند. بعدها سکونتگاه اطراف یام به عنوان شهری به نام یامگورود (شهر یام) تأسیس شد.
در سال ۱۳۹۵ سوئدی‌ها به یام حمله کردند. یک پادگان به رهبری شاهزاده کنستانتین ارتش سوئد را شکست داد و سپس فرار کرد. دو سال بعد، دوباره مورد حمله قرار گرفت، این بار توسط شوالیه‌های لیوونی. آنها چندین روستای اطراف یام را غارت کردند، اما سعی نکردند به قلعه حمله کنند.
در طول جنگ نووگورود-لیوونی، شوالیه‌های لیوونی در سال ۱۴۴۳ به یام حمله کرد. پوساد (شهرک) را سوزاندند و اسکله را ویران کردند. علی‌رغم این واقعیت که سفیران نظم سعی کردند این حمله را به عنوان یک حملهٔ مستقل توسط یک جنگ‌سالار سرخود ارائه کنند، در پاییز ۱۴۴۴، یک ارتش بزرگ و کاملاً مسلح لیوونی قلعه را محاصره کرد. سلاح‌های ارتش شامل توپ‌های پروسی بود. شاهزاده سوزدال، واسیلی یوریویچ، که در آن زمان در نووگورود خدمت می‌کرد، مدافعان یام را رهبری کرد. در نتیجهٔ تبادل آتش و بمباران با توپ، ارتش لیوونی منهدم شد و نیروهای آن با متحمل خسارات سنگین عقب‌نشینی کردند. در سال ۱۴۴۷، یک فرمان لیوونی سعی کرد دوباره یام را با ارتش بسیار بزرگتر تصرف کند. ارتش خود را از ناروا داشت، اما چندین جوخه، توپخانه، سلاح و یک قطار واگن از پروس نیز داشت. نبرد شدید بود و به گفتهٔ منابع لیوونی ۱۳ روز به طول انجامید. در روز آخر، نیروهای کمکی از نووگورود با حمل توپخانه وارد شدند و ارتش لیوونی را مجبور کردند با تلفات سنگین دوباره عقب‌نشینی کنند. لیوونی‌ها روستاهای زیادی را در اطراف یام و حتی در سواحل رودخانه‌های نوا و ایژورا غارت کردند.
پیمان صلحی در سال ۱۴۴۸ امضا شد، اما در نتیجهٔ جنگ، یام به شدت آسیب دید و دیگر نمی‌توانست از شهر در برابر آخرین توپ‌ها محافظت کند. بنابراین، به دستور اسقف اعظم نووگورود، اوتیمیوس دوم که در آن زمان یام را بازرسی کرد، قلعهٔ قدیمی در سال ۱۴۴۹ از هم جدا شد. یک قلعهٔ مدرن جدید بلافاصله در همان مکان ساخته شد.

### دورهٔ دوک‌نشین بزرگ مسکو

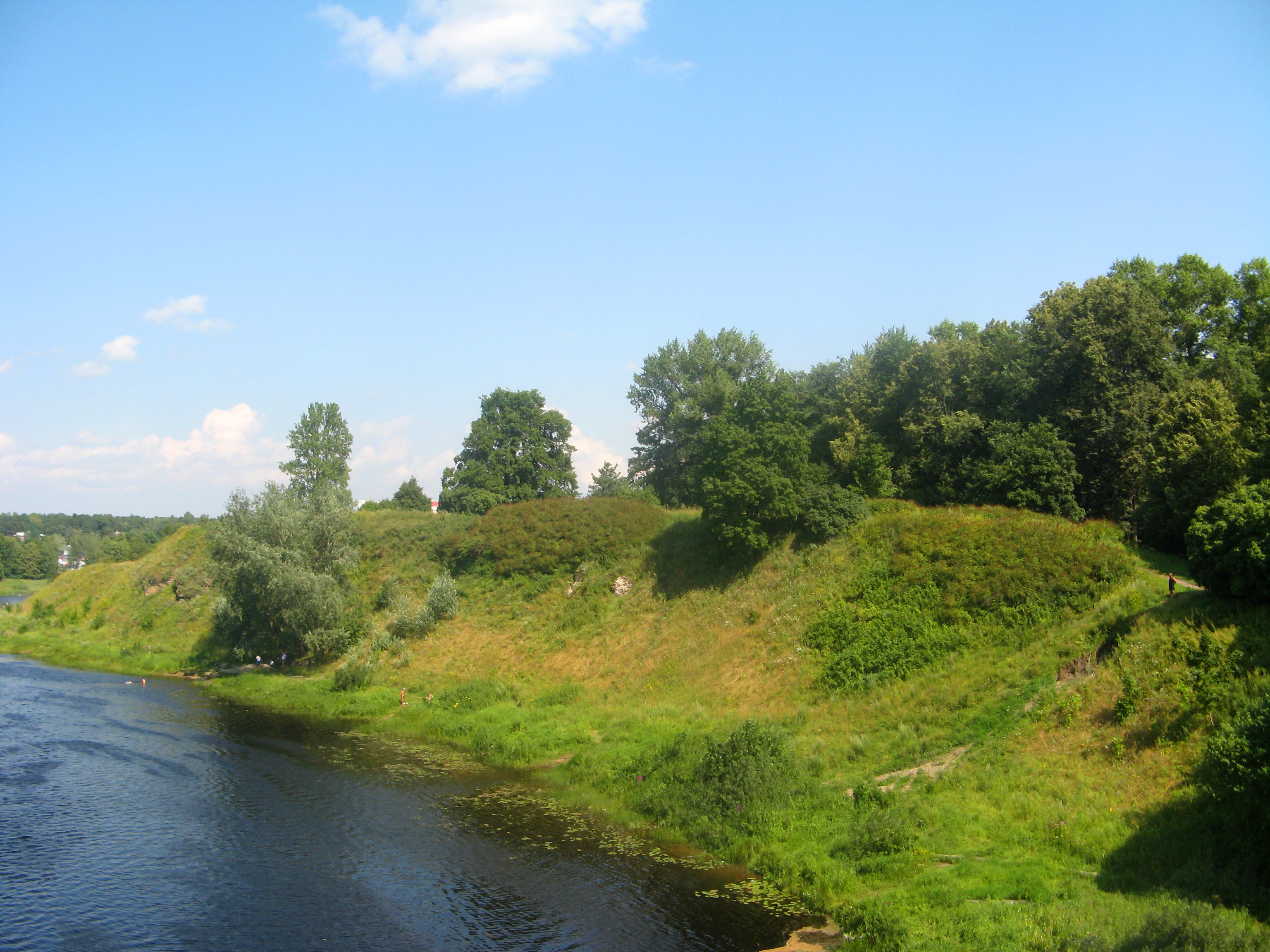
باقی‌ماندهٔ دیوار دژ

هنگامی که جمهوری نووگورود در سال ۱۴۷۸ بخشی از دوک‌نشین بزرگ مسکو شد، دژ یام در مرز آن باقی ماند، بنابراین تعمیر شد و شهرک یامگورود نیز دارای استحکامات چوبی شد. در سال ۱۴۹۲، ایوان سوم دستور ساخت قلعهٔ جدیدی را در نزدیکی یام در جادهٔ لیوونی درست در آن سوی رودخانه از قلعه هرمن ناروا داد. در سال ۱۴۹۰ یام با استحکامات دیگر مدرن شد. یامگورود سپس به مرکز تجاری اصلی در سواحل رودخانهٔ لوگا و نزدیکترین منطقه تبدیل شد. بر اساس کتاب دیمیتری کیتایف که در سال ۱۵۰۰ در مورد وودسکایا پیاتینا نوشته شده است، ۶۷ روستا با ۳۹۳ خانوار در این منطقه زندگی می‌کردند.

### دورهٔ پادشاهی سوئد
در سال ۱۵۸۰، زمانی که روسیه در جنگ لیوونی مشغول جنگ بود، یوهان سوم سوئد تصمیم گرفت خط ساحلی روسیه در دریای بالتیک را تصرف کند. او ارتشی را به رهبری Pontus De la Gardie فرستاد تا تمام قلعه‌های آن منطقه را تا نووگورود تصرف کند. کوپریه، کورلا، ایوانگورود و ناروا قبل از تسخیر یام در ۲۸ سپتامبر ۱۵۸۱ شکست خوردند. نیروهای سوئدی یام را تا سال ۱۵۹۰ نگه داشتند، تا زمانی که روسیه پس از یک محاصرهٔ سه‌روزه آن را بازپس گرفت. در ۲۵ می ۱۵۹۵ یک معاهدهٔ صلح امضا شده در روستای Tyavzino نشان داد که یام به عنوان بخشی از روسیه باقی می‌ماند.
در دورهٔ مشکلات در سال ۱۶۱۲، سوئد دوباره یام را تصرف کرد و در سال ۱۶۱۷ معاهدهٔ جدیدی که در روستای استولبوو امضا شد، این زمین‌ها را برای سوئد تضمین کرد. در سال ۱۶۳۳، یک سفیر هلشتاین از یامبورگ (نام سوئدی این روستا) عبور کرد و آن را به عنوان یک قلعهٔ متوسط با هشت برج و دیوارهای بلند سنگی توصیف کرد. در طول جنگ روسیه و سوئد در سال ۱۶۵۸، نیروهای روسی به یام یورش بردند و وارد قلعه شدند، اما سوئدی‌ها در دتینتس پنهان شدند و همهٔ حملات را دفع کردند. تلاش روس‌ها برای تصرف قلعه به دلیل کمبود توپ با شکست مواجه شد. آنها مجبور به عقب‌نشینی از قلعه‌ای که عمدتاً تصرف شده بود بودند. در سال ۱۶۸۱، اریک دالبرگ این قلعه را بررسی کرد و آن را در وضعیت وحشتناکی یافت، اما به کیفیت بالای ساخت آن اشاره کرد. او اشاره کرد که نه یام و نه کوپوری هرگز پس از تصرف آنها توسط سوئد تعمیر نشدند، بنابراین تخریب هر دو قلعه برای جلوگیری از استفادهٔ دشمن از آنها ارزان‌تر است. در سال ۱۶۸۲، بیشتر دژ یام، به جز دتینتس با ۴۰ بشکهٔ باروت منفجر شد. یک دژ جدید در همان مکان بنا شد، اما قبل از آغاز جنگ بزرگ شمالی در سال ۱۷۰۰ تکمیل نشده بود.

### دورهٔ امپراتوری روسیه
در سال ۱۷۰۰، یامبورگ بدون جنگ تسلیم نیروهای پیتر کبیر شد اما شکست آنها در ناروا، روس‌ها را مجبور به ترک قلعه کرد. در ۱۳ می ۱۷۰۳ یک جوخهٔ روسی به فرماندهی سرلشکر نیکولای وردن به یامبورگ آمد و شروع به گلوله‌باران آن با توپ کرد. روز بعد، پادگان یک طبل را برای تسلیم شرافتمندانه فرستاد و پذیرفته شد. روسها همچنین اجازه دادند پادگان به ناروا حرکت کند و به کسانی که تصمیم به ماندن داشتند آسیبی نرساندند. شکل سوئدی نام شهر - یامبورگ - پس از تسخیر حفظ شد. دژ سنگر تا پاییز همان سال پس از فرمان تزار روسیه و تحت فرماندهی فیلد مارشال بوریس شرمتف به پایان نرسید. این دژ با استفاده از سنگ بازسازی نشد، زیرا پس از تصرف ناروا و تارتو، مرز به سمت غرب حرکت کرد و تنها کاربرد یام، نگه داشتن یک پادگان کوچک در صورت حملهٔ آبی-خاکی سوئدی بود. دتینتس در جریان بازسازی نجات یافت و بخشی از دژ جدید شد. در آن زمان، این قلعه دارای یک پادگان با ۵۳ توپ با کالیبرهای مختلف بود.

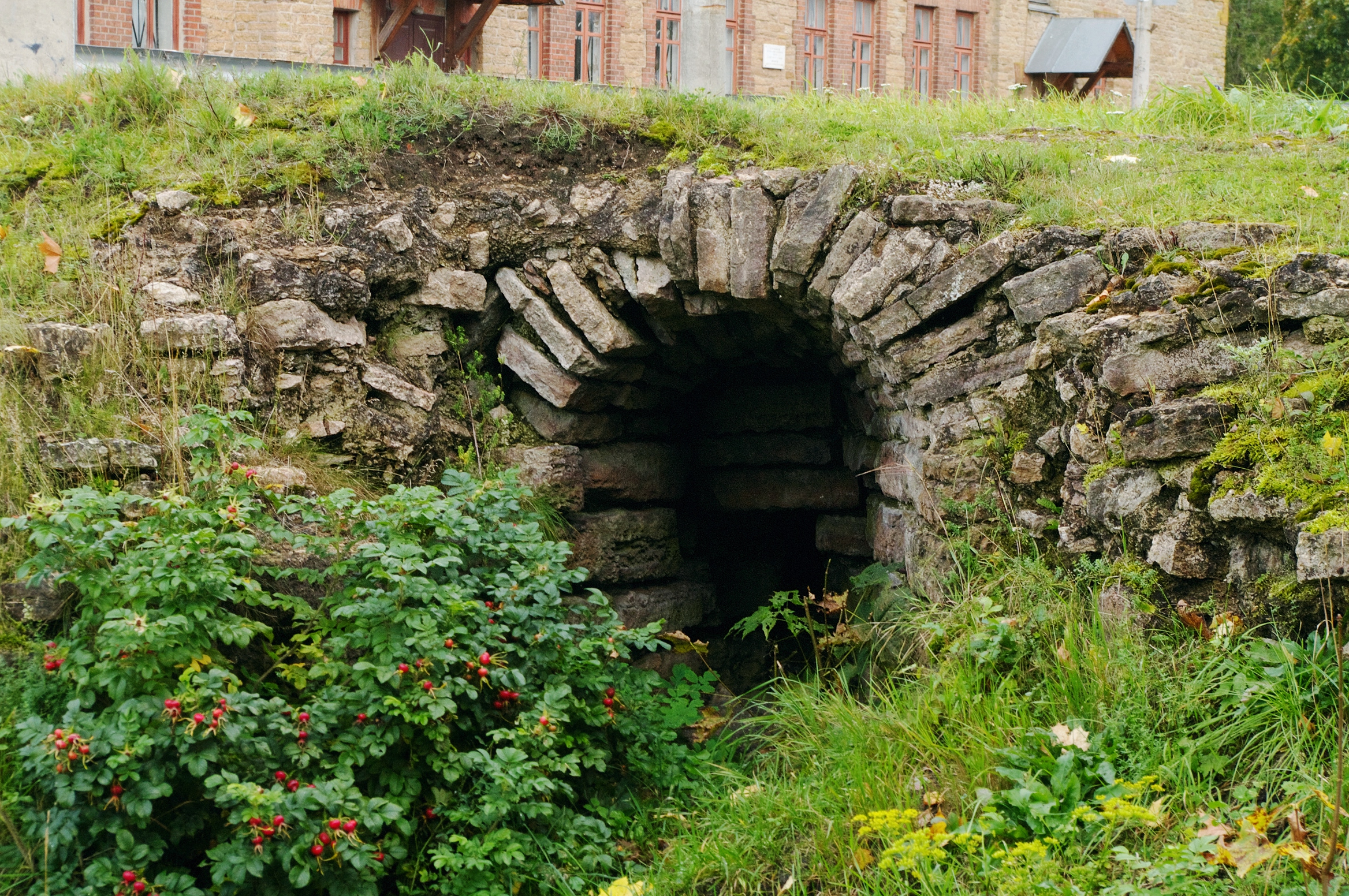
بخشی از زیرزمین برج دتینتس

در ربع دوم قرن هجدهم، قلعهٔ یامبورگ خلع سلاح شد زیرا فرماندهی نظامی روسیه تاکتیک‌های موقعیت دفاعی ثابت را کنار گذاشته بود. این قلعه تحت کنترل نظامی باقی ماند و دارای برخی ادارات نظامی (انبارها و غیره) بود، اما مناطق باستانی که بدون هیچ‌گونه سرویس یا تعمیری رها شده بودند، شروع به فروپاشی کردند. در سال ۱۷۶۰، با فرمان کاترین دوم ، یامبورگ به یک شهر تبدیل شد، بنابراین بیشتر ساختمان‌های آن تخریب گردیدند تا شهر جدید با یک نقشهٔ منظم ساخته شود.  دتینتس ویران شد و آنتونیو رینالدی از برخی از قسمت‌های دیوارهای سنگی آن برای ساختن کلیسای سنت کاترین در سال ۱۷۶۲ استفاده کرد. در سال ۱۷۸۱، کاترین دوم، در سفر از پترزبورگ به ریول، نگاهی به ویرانه‌های دژ یام انداخت و دستور داد که این دژ به دلیل وضعیت بد آن به طور کامل تخریب شود. سنگرها حفظ شده بودند، اما در پایان قرن هجدهم به طور کامل تخریب شدند تا به جای این یک کارخانه ساخته شود.
در اواسط قرن نوزدهم، یک پادگان نظامی در شهر یامبورگ ساخته شد. در ابتدا توسط هنگ پیاده‌نظام ۹۳ ایرکوتسکی اداره می‌شد، اما در سال ۱۸۸۱ به فنلاند منتقل شد و هنگ پیاده‌نظام ۹۱ دوینسکی در سال ۱۸۸۳ به یامبورگ منتقل شد. سپس در سال ۱۸۹۳ توسط هنگ پیاده‌نظام ۱۴۶ تزاریتسینسکی جایگزین شد. آنها این پارک را در قلمرو قلعهٔ یام برپا کردند بنابراین آن را باغ هنگ ۱۴۶ تزاریتسینسکی نامیدند و تا انقلاب اکتبر این نام را حفظ کرد.
در سال ۱۹۰۹ در حین ساخت ساختمان مدرسهٔ تجاری، قسمت جنوبی دژ یام برای ساخت زیرزمین حفاری شد. کارگران ساختمانی بقایایی از برج دژ جنوبی را پیدا کردند و تصمیم گرفتند تمام کارهای ساختمانی را به شمال و دورتر از سواحل لوگا منتقل کنند.

### وضعیت امروزی

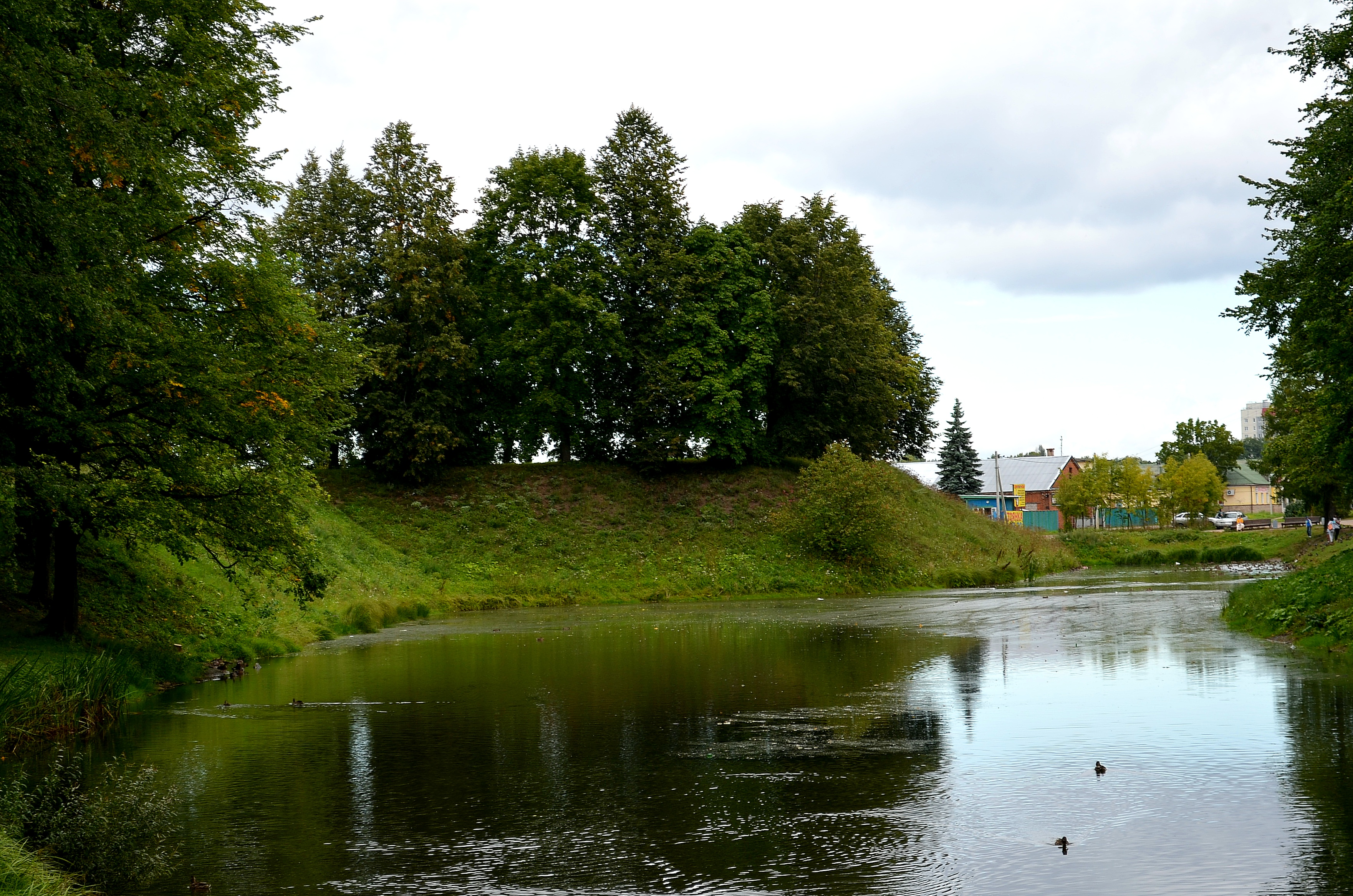
برکه‌ای در پارک که قبلاً خندق قلعه بود

بنا بر داده‌های سال ۲۰۲۱ هنوز یک پارک در بقایای قلعه وجود دارد که آن را در دوران شوروی، باغ کارگران (به روسی: Сад трудящихся) می‌نامیدند، اما مردم محلی آن را باغ تاریک (به روسی: Тёмный сад) می‌نامیدند و در دوران پس از شوروی به باغ تابستانی (به روسی: Летний сад) تغییر نام داد.  در ضلع شمالی پارک، هنوز می‌توان بقایای دو سنگر را دید. در قسمت جنوبی قلمرو، تمام استحکامات زمینی تخریب شده‌اند؛ استحکامات سنگی در طول ساخت پل در سال ۱۹۲۶ به طور کامل از بین رفتند همچنین جادهٔ سنت پترزبورگ - ناروا در محل دتینتس قرار داشت. در ضلع شمالی آن، ساختمان مدرسهٔ تجاری قرار دارد، اما اکنون به موزهٔ تاریخ محلی تبدیل شده است. خندق در شمال و جنوب و یک حوض در شرق نمایانگر طرح کلی قلعه است. این حوض دارای زهکشی به رودخانهٔ لوگا از طریق خندق شمالی است. در برخی نقاط هنوز بقایای سنگ‌تراشی بر روی سطح وجود دارد.
در دوران اتحاد جماهیر شوروی، این پارک دارای یک غرفهٔ سینما با زمین رقص بود، اما آتش آن را نابود کرد و دیگر بازسازی نشد در سال ۱۹۵۸، بنای یادبود پارتیزان‌های جنگ جهانی دوم در گوشهٔ جنوب شرقی پارک قرار گرفت.
در سال ۲۰۱۷، روسترمینالوگول نگهداری از پارک را بر عهده گرفت. خدمات آبرسانی ایوانگورود بین ۲۴ ژوئن تا ۲۵ اوت ۲۰۱۹ حوضچهٔ پارک را پاکسازی کرد و پس از آن سیستم تصفیهٔ آب Biolight Oloid Pyramaid با آبنما نصب شد و تعدادی ماهی کپور و کاراسیوس در حوضچه رها شدند.
در ژوئن ۲۰۲۲، این موارد به پارک افزوده شدند: موزهٔ تاریخ محلی با حمایت مالی بنیاد کمک‌های مالی ریاست جمهوری، چند تختهٔ شیشه‌ای با نقاشی‌هایی از قلعه که در حال ادغام با نقش‌برجستهٔ فعلی هستند. علاوه بر این، یک استیل با اشاره به اشیاء مختلف در پارک ساخته شده است و یک راهنمای صوتی در پلتفرم «سفر آسان» منتشر شده.

## معماری

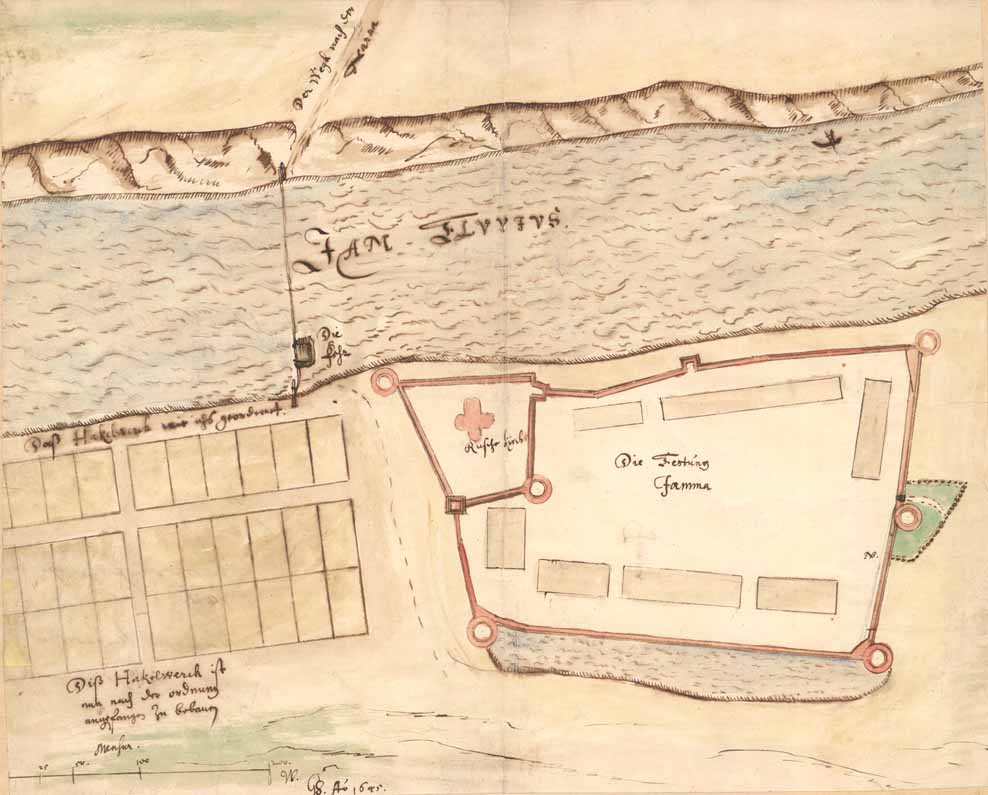
نقشهٔ سوئدی یک قلعه در سال ۱۶۴۵

این دژ در ساحلی با شیب زیاد در قسمت بیرونی پیچ رودخانه ساخته شده‌است که مانع دیگری برای حمله در نظر گرفته شده‌بود. دژ از هر طرف با آب احاطه شده بود: در سمت غربی آن رودخانهٔ لوگا و از طرف دیگر خندق داشت. خودِ دژ به شکل ذوزنقه رو به رودخانه با پایهٔ بلندی ساخته شده بود که کمی هم مقعر بود. دیوارها از سنگ آهک چین‌خورده بودند و تا ۴٫۵ متر عرض داشتند. در گوشه‌ها، قلعه دارای ۴ برج مدور بود که برج‌های مربع‌شکل در وسط دیوارهای غربی، شمالی و شرقی تکمیل می‌شدند. این به مدافعان فرصت می‌داد تا تیراندازی کنند. دتینتس در گوشهٔ جنوب غربی قلعه قرار داشت و دروازه‌های متقابلی با خود داشت. دروازه‌ای به سمت غرب در دو نیم‌برج مربعی مرتبط ساخته شده از بلوک‌های سنگ آهک درشت متصل‌شده با ملات قرار داده شد. گذرگاه به عرض ۲ متر و طول ۱۷٫۵ متر دارای ۳ دروازه و یک گودال در جلوی در ورودی با یک پل متحرک بود.
سنگر دژ با همان نقشهٔ قدیم ساخته شده بود و در گوشه و کنار آن ۴ سنگر داشت که با پرده‌هایی به هم وصل شده بودند. در گوشهٔ جنوب غربی، بین پرده‌های جنوبی و غربی، دتینتس قدیمی قرار داشت. دیوار غربی و برج دروازهٔ دتینتس در پرده تعبیه شده و به عنوان ورودی استفاده می‌شده‌است. به همین دلیل سنگر جنوب غربی کوچکتر از بقیه بود.

## باستان‌شناسی

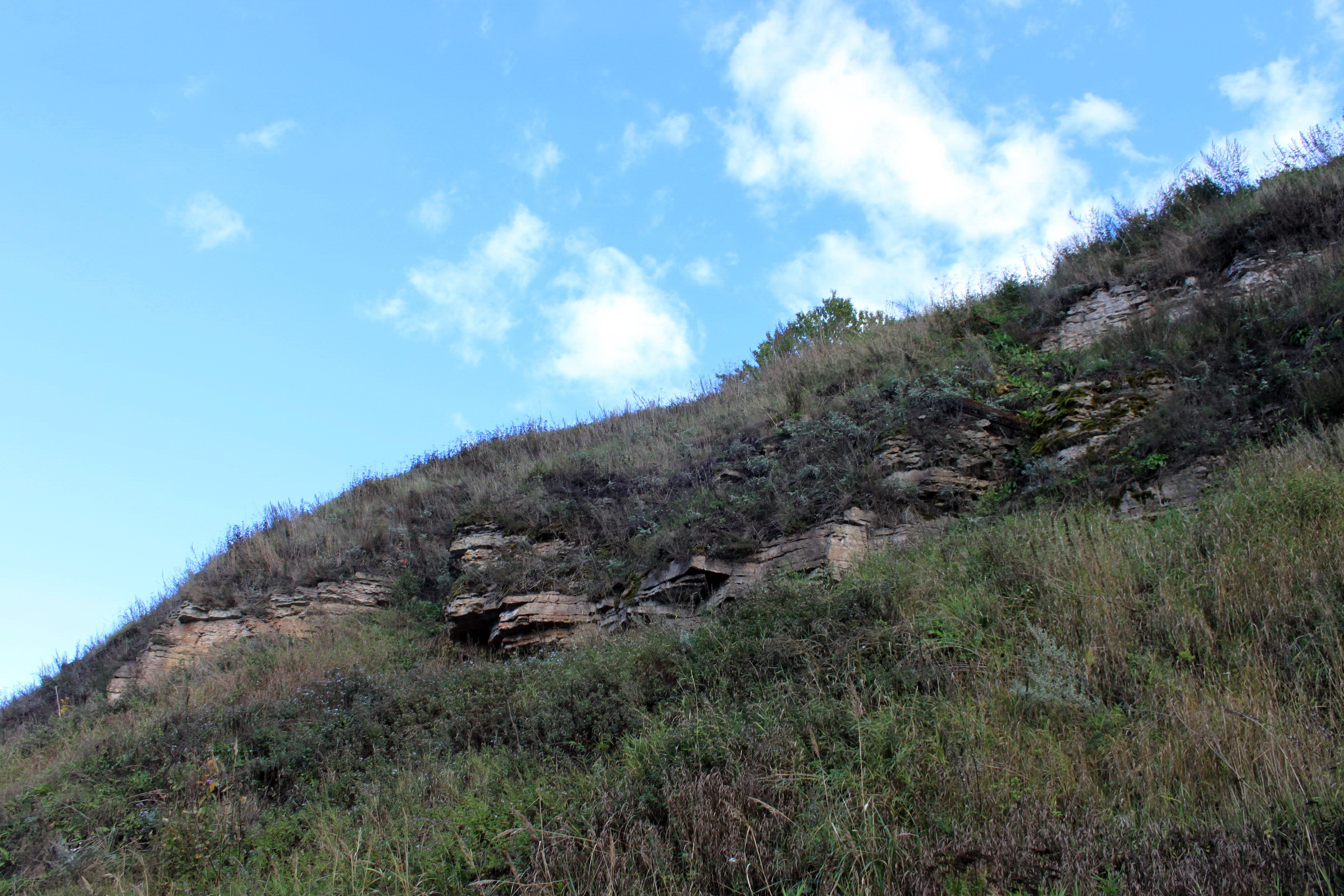
دیوارهای باقی‌مانده در ساحل رودخانهٔ لوگا

اولین تحقیقات باستان‌شناسی دژ یام در سال ۱۹۰۹ در هنگام ساخت ساختمان مدرسهٔ تجاری انجام شد، زمانی که کارگران بقایایی از برج جنوبی را با مزغلی رو به شرق پیدا کردند. آنها همچنین بقایای برج جنوب غربی را کشف کردند. اینها بیشتر در طول ساخت پل در سال ۱۹۲۶ تخریب شدند. در سال ۱۹۵۰، ولادیمیر کوستوچکین ادعا کرد که برج جنوبی در ابتدای قرن شانزدهم بر اساس ویژگی‌های طراحی آن بنا شده‌است.
در سال ۱۹۷۱، اولین تحقیقات عمدهٔ باستان‌شناسی توسط شعبهٔ لنینگراد مؤسسهٔ باستان‌شناسی آکادمی علوم اتحاد جماهیر شوروی به سرپرستی آناتولی کرپیچنیکوف در محوطهٔ قلعه انجام شد. در طول این تحقیق، ۹ حفاری در ۹۶۰ متر مربع (۱۰٬۳۰۰ فوت مربع) انجام شد. حفاری ضلع شرقی، در سکونتگاه باستانی دیواری ۴٫۵ متر (۱۵ فوت) را نشان داد عریض و ۱٫۹ متر (۶ فوت ۳ اینچ) درست در زیر چمنزار، مربوط به پایان قرن پانزدهم و آغاز قرن شانزدهم. اقلام زیادی در دتینتس و نزدیک دیوار شمالی کشف شد. آنها هم به جمعیت روسی قرن ۱۵ و ۱۶ و هم به سربازان سوئدی قرن هفدهم نسبت داده می‌شدند. یافته‌های کمی به قرن چهاردهم و آغاز قرن پانزدهم نسبت داده شده‌است. بقایای یک محراب کلیسا با چهار ستون در دتینتس کشف شد که قدمت آن به قرن ۱۴ می‌رسد. تمام تحقیقات، صحت نقشه‌های ۱۶۸۰ سوئدی قلعه را که در آرشیو نظامی سلطنتی در استکهلم نگهداری می‌شد ثابت کرد. باستان‌شناسان شواهدی از تخریب بخش جنوبی قلعه در قرن هجدهم کشف کردند. در نتیجهٔ این تحقیقات، در سال ۱۹۷۴، محوطهٔ باستانی دژ یام به عنوان یک سایت میراث فرهنگی در روسیه مشخص شد.
کاوش‌های انجام‌شده در سال ۲۰۰۸ با هدف مطالعهٔ ساختار جان‌پناه دژ قرن هفدهم انجام شد و در نتیجهٔ آن، یک لولهٔ آب کشف گردید که در هنگام پر کردن خندق شمالی در کف خندق شمالی قرار می‌گرفت و از سمت حوض که قبلاً خندق شرقی بود با سیل‌بند پوشانده می‌شد.
برخی از آثار کشف‌شده در حفاری‌های باستان‌شناسی به موزهٔ تاریخ محلی کینگیسپ ارائه شد.